# SHY (漫画)
『SHY』（シャイ）は、実樹ぶきみによる日本の少年漫画作品。『週刊少年チャンピオン』（秋田書店）にて、2019年35号より連載中。恥ずかしがり屋の主人公・シャイが日本のヒーローとして成長していく作品。
作者の実樹は秋田書店のチャンピオン三誌（『週刊少年チャンピオン』、『別冊少年チャンピオン』、『月刊少年チャンピオン』）が主催する第2回「3誌合同新人まんが賞NEXT CHAMPION」（2016年下半期）に43ページの短編作『SHY』で最高賞となる新人大賞を受賞、同受賞作が『週刊少年チャンピオン』2017年7号に掲載されデビューした。本作は、この読切をもとに構成された連載作品である。
2024年6月時点で、コミックスの累計発行部数は140万部を突破している。

## ストーリー
21世紀半ばごろ、世界各国に1人ずつ現れたヒーローの尽力の末、地球から戦争が無くなった。日本のヒーローは恥ずかしがり屋の女の子、シャイ。ヒーローとしての重い責務に悩み、苛まれながらも人々に支えられ、ヒーローとして少しずつ成長していく。そんな中、シャイの前に現れたのはスティグマと呼ばれる謎の少年。そこでシャイは、他人の心を利用し暴走させる、非道な力を目の当たりにする。シャイたちヒーローは世界各国で協力して、スティグマと、彼が率いる組織『アマラリルク』を止めるために手を取り合い戦っていく。

### 東京奪還編（38話 - ）
突如として東京にスカイツリーを中心とした黒いドームが出現、電波や光を遮断する黒球により都心部が消失する。銃や爆薬など一切の物理的干渉を寄せ付けないドームに対し、シャイ、スピリッツ、ミェンロン、レディ・ブラックに、黒球への対処を知る忍者の天王寺曖を加えた突入チームが組織される。ヒーローたちがドーム内で待ち受けるアマラリルクと衝突する中、曖は里を抜けた双子の妹天王寺昧と対峙する。同時刻、ドーム表面ではスティグマが全世界へ向けて自らの目的を発信し、ドーム外で活動していたスターダストらヒーローと激突する。

## 登場人物
声の項はテレビアニメ版の声優。

### ヒーロー
シャイ / 紅葉山 テル（もみじやま てる）
声 - 下地紫野
本作の主人公。日本のヒーロー。14歳。中学3年生。正体は恥ずかしいため、両親にも秘密にしている。
誕生日は4月2日。血液型はA型。身長149センチメートル、体重43キログラム。好きなものはホラー映画と納豆。
ヒーローでありながら極度の恥ずかしがり屋で、他人の視線が苦手。陽気な活動をすると気分が悪くなる体質。
ヒーローになってからまだ数ヶ月しか経っておらず、後述の超特急のジェットコースターを受け止めるなど身体能力は申し分ないが戦闘経験に乏しい。
心優しき少女であり、人を助ける時は人一倍力を発する。その反面、物事を一人で抱え込みやすく、自身の無力さから惟子を「助けられなかった」ジェットコースターの事故以降、ショックで変身できなくなり1か月近くひきこもっている。
その後、スティグマによって変貌させられた惟子との対峙や、スターダストとの戦闘経験を経て、炎の能力を発現するようになる。
エヌ＝ヴィリオ（通称：えびお）
声 - 杉田智和。
シャイの相棒。普段は黒髪に黒縁のメガネを使用しているが、シャイへの転心時は白髪となり、眼鏡も着用しない。
スピリッツ / ペペシャ・アンドレアノワ
声 - 能登麻美子
ロシアのヒーロー。27歳。誕生日は11月30日。血液型はO型。身長174センチメートル、体重50キログラム。好きなものはお酒とパン。「周囲の気体を操り、自身も煙に変化させる能力」を持つ。飲んだくれで、ウォッカが大好き。シャイのことを慕っており、お酒を飲んでいる時はとても陽気だが口下手。幼い時に母レーニャを亡くし、以降は孤児であったレーニャが育ったのと同じ孤児院で育てられた。
『ふわふわ砲』
超圧縮した空気の塊を掌から放つ。本人曰く「必殺技」。
レディ・ブラック / ピルツ・デュナン
声 - 鈴代紗弓
スイスのヒーロー。16歳。誕生日は9月6日。血液型はB型。身長155センチメートル、体重45キログラム。好きなものは奉仕活動と黒いもの。黒十字の看護学生。「治癒の能力」を持つ。「バカなんじゃないの」が口癖。負けず嫌いで、曲がったことは嫌い。過去の事故の関係で両足とも義足。育った場所は山に囲まれていた。黒十字の看護学生として日々成長している。
『黒き絆（ブラック・バンテージ）』
黒い包帯を生成する。「本来力技に使うものではない」ものだが、作中では暴走する貨物列車を停止させるために用いられた。
スターダスト / ディヴィー＝W＝ジョン
声 - 三木眞一郎
イギリスのヒーロー。29歳。誕生日は1月9日。血液型はO型。身長179センチメートル、体重79キログラム。好きなものはミートパイと音楽。「周囲の流れを支配する能力」を持つ。
世界的なロックスターにしてヒーロー。先天的に共感性が欠如しており、幼少期から苦悩するも自身に欠けたものを求め続け、世界トップクラスのヒーローになった。
慈善活動への寄付額は50億ドル以上で、国際救護団体・黒十字を設立した。
『アッシュズ・トゥ・スターダスト』
能力により自身を加速させたハイキック。加速によってスターダストを中心にした星形の跡が生じる。
ミェンロン / リー＝ミンミン（李＝明明）
声 - 村瀬歩
中国のヒーロー。15歳。誕生日は6月16日。血液型はA型。身長158センチメートル、体重48キログラム。好きなものは寝ることと、菓子の月餅。「対象の相手を眠らせる能力」を持つ。戦うことが苦手で「悪い人とも戦わずに、ただ人を救えたらいいのに」と思っている。小柄な体格で可愛らしい顔立ちをしていることから女性と勘違いされやすいが、男性。本人はコンプレックスに感じている。
龍眠拳転心流『瞑爪』
袖口から先に長大なエネルギーの爪を発生させ、これに触れたものへ強い眠気を喚起させる。
龍眠拳秘儀『振心掌』
右掌から気を放ち、命中した相手を硬直させる。
センチュリー / アダム・ロックウェル
声 - 羽多野渉
アメリカのヒーロー。36歳。誕生日は11月11日。血液型はA型。身長182センチメートル。体重85キログラム。好きなものは子ども、トレーニング、チリコンカルネ。スティグマに対し早期からの警戒を示し、東京奪還編においてはチームのリーダーを務める。現役の軍人で階級は大佐。幼い娘を溺愛している。重力を操る能力を持つ。
ドクター・シュヴァルツ / ゲルム＝シュタイン
声 - 楠見尚己
ドイツのヒーロー。職業は医師で、スターダストが設立した国際救護団体の黒十字代表。
ラヴォワール / ラルク＝マテリア＝ルノアール
フランスのヒーロー。18歳。誕生日は7月16日。血液型はAB型。身長160センチメートル、体重48キログラム。好きなものはアート、イタズラ、ラング・ド・シャ。対象を別の姿に描きかえる「贋作（フェイク・アップ）」という能力を持つ。宇宙芸術家としてSNSで話題の新鋭アーティスト。性別不詳。
ユニロード（天帝）
声 - 井上喜久子
世界各国のヒーローを統括している女性。常時、顔をマスクで覆っている。

#### 六輝星（シャイニング・シックス）
元々は荒くれ者であったが、先代の日本ヒーロー・シャインとの出会いで心を入れ替えヒーローとなった集団。
ニルヴァーナ / アマンダ＝ヴァルマ
インドのヒーロー。六輝星のリーダー格。シャインに対して恋心を抱いていた。すさまじい音痴だが自身にその自覚はない。
インドラ / セーヴァ＝ワングチャイ
タイのヒーロー。電撃を纏った棒術を駆使して戦う。シャインを実の姉のように慕っていた。
ランペイジ / ニェルコ＝アームストロング
ギリシャのヒーロー。語尾に「にゃ」とつけてしゃべる少女。周囲の金属を操り、身につける能力を持つ。
ジャガナート / オメガ＝ロドリゲス
メキシコのヒーロー。元はマフィア幹部のガードマンでロザリアの組織と対立していたが、後に夫婦となる。
パヴォレア / ロザリア＝ピーコック
スペインのヒーロー。元はスペイン随一の殺し屋でオメガの組織と対立していたが、後に夫婦となる。
パルス / ウェイブ＝ワン
シンガポールのヒーロー。機械いじりが趣味。クールな性格をしているが、女の子が苦手で近づかれると慌ててしまう。電波を操り、あらゆる機器を手足のように扱う能力を持つ。人体に直接当てれば衝撃波にもなる。奥義「ゲーミング・ディメンジョン」は周囲をパルスが支配するゲーム空間にすることができる。

#### 先代ヒーロー
シャイン / 紅葉山 明（）
日本の先代ヒーローであり、当代の日本ヒーロー・紅葉山テルの実姉。
独特のネーミングセンスを持ち、どしゃ降りの雨を避ける傘に「雨ら離る空（）」と名付けた。
ケンシン
日本の先々代ヒーロー。ヒーローとしての姿は甲冑を身につけた武士の姿をしている。当時3歳だった紅葉山メイに転心輪を託し、その1年後に病死した。
ヘクセン
スイスの先代ヒーロー。ピルツ幼少期の時点で104歳。趣味は人を怖がらせることで、魔女のような恰好をしている。

### アマラリルク
スティグマ
声 - 田村睦心
アマラリルクという集団を率いている謎の少年。神出鬼没で世界中に現れ、アマラリルクを連れて瞬間移動を行う、頭部を破壊されても瞬時に再生するなど人間離れした能力を持つ。『心に自由を』を標語に掲げ、黒い指輪を用い人の心を暴走させている。指輪を介して彼の心とつながった惟子曰く、ひどく抽象的で子供じみており、成熟を拒んでいるようですらあったとされる。
ツィベタ＝コオリスカヤ
声 - 沢城みゆき
「氷を操る能力」を持つ少女。北極で失踪した調査船を捜索していたヒーローを襲撃し、その後ロシア、スピリッツの故郷であるユーリイ孤児院においてクフフと共にシャイ、スピリッツと衝突する。その容姿は幼児期のスピリッツに酷似し、彼女をごく親しい者のみの呼び名「ペーシャ」と呼ぶ。
クフフ＝ケケラケラ
声 - 日高里菜
「ものを引き寄せる能力」を持つ少女。道化師めいた衣装に身を包み、どんなときも笑ってさえいれば平気と嘯く。ツィベタと行動を共にすることが多い。引き寄せたものは体積を無視して収納することが可能のようで、作中では衣装の間や袖から本人以上に巨大なハンマーや列車を取り出していた。
ウツロ / 天王寺 昧（）
声 - 上田瞳
天王寺曖の妹。「心をなくす能力」をもつ。スティグマと協力し東京に巨大な黒球を作り出す。元は霜賀の里で曖と共に忍びを目指していたが里抜けし、以降は幾人もの追っ手を殺害し逃げ続けていた。
ドキ
声 - 土岐隼一
巨大な角、爪、尾を生やし、襤褸の外套をまとった少年。非常に怒りっぽく短絡的。「正しさ」を強要され、望む姿を世界から拒まれた経験からアマラリルクに与した。男こそ可愛らしくあるべきとの価値観を持ち、可愛らしい外見でありながら男らしさを求めるミェンロンと衝突する。能力は不明だが、感情の昂ぶりに応じて角や爪が巨大化する。
イノリ
声 - 早見沙織
「愛に目覚めさせる能力」を持つ、シスター姿に光輪と三対の翼をもった女性。愛こそが何よりも強い力だと信じ、他者へ愛を施すことで愛の輪が広がり、世界を覆うと語る。能力の影響下にある人間は、頭上に光輪が生じる。
クァバラ
声 - 橘田いずみ
「他者へ取り付く能力」を持つ少女。怖がりかつビビり、スティグマに血を与えられて悶えるなど、彼に心酔している。下半身が靄のように不定形。スティグマと共に黒球表面に出現し、スターダストと交戦する。

### 民間人
小石川 惟子（）
声 - 東山奈央
少女。中学3年生。明るく快活。ヒーロー好き。緊急時には自分よりも周囲を優先する性格。
ジェットコースターの事故において、他者の救助を優先させた間に起こった更なる事故で意識不明の重体に陥ったあげく、右足へ障害を負い、この傷が原因となってテルの学校へ転校する。
転校前は新体操部のエースだった。
転校後、両親が死亡した火災事故やジェットコースター事故によるシャイへのバッシングなどから抱いていた自分自身への憎悪をスティグマによって暴走させられ、シャイと対峙する。
完全な形でスティグマの指輪を排出した初めての人間。指輪を外されてからは良き友人としてテルへ付き添う。
小石川 ダイゴ
声 - 井上ほの花
惟子の弟。シャイのファン。
レターナ・アンドレアノワ
スピリッツ（ペペシャ・アンドレアノワ）の実母。享年31。ユーリイ孤児院の出身。極貧生活の中、シングルマザーとしてペペシャを育てるも暴漢によって殺害され、遺体は川へと沈められる。生前に相談の手紙を送っていたことから、ペペシャは彼女と同じユーリィ孤児院へと引き取られた。ペペシャがアルコールを好むのは困窮の中にあった彼女が、飲酒時だけは子供のように笑っていたことによる。
天王寺 曖（）
声 - 小岩井ことり
世俗に疎い虚弱体質の少女。自称家出娘、その正体は霜賀の里の忍にして跡取り。自身よりも忍びとしての才能に優れる反面、虫も殺せず忍そのものを否定する妹の昧へコンプレックスを抱いていた。昧の里抜けの際に心臓を刀で貫かれ、一命は取り留めるも運動機能に大きな障害を残すこととなる。以降、抜け忍である昧を追い東京へたどり着く。
朱鷺丸（）
声 - 下野紘
曖に仕える青年。隣里から天王寺家へ仕えるために参ったと名乗り、曖の弟子という形で霜賀の里へ迎え入れられる。彼の存在は忍への考え方の違いからぎくしゃくしていた天王寺姉妹の間を受け持ち、一時の幸福をもたらすこととなった。昧の里抜け後は、単身で昧を追う曖を里へ連れ戻すため付きまとう。

## 用語
転心輪
ユニロードの管理する心のエネルギーを様々な力へと変換するブレスレット状の器具。これを両手首に着用し、二度打ち鳴らすことでヒーローへと転心する。発現する能力は着用者の心によって千差万別であり、着用者の思いの強さによって能力も強まる。その反面、心が弱まれば能力も弱まり、着用者が失神や戦意喪失することなどによって、能力や転心は解除されてしまう。
指輪
スティグマの心から作られた黒い指輪。機能自体は転心輪と同等で、心をエネルギー源として装着者へ超人的な力や黒い結晶化をもたらす。一方で着用者の抱える心の闇を強制的に引き出し、暴走させる危険な特性を持つ。指輪あるいは着用者の肉体を破壊することでしか除去できず、シャイによる惟子の救出が双方を傷つけずに完全な形で除去した初めての例である。
心刀『無垢』
人を正しき道へ導く心刀として、霜賀の里に受け継がれる鍔のない刀。触れた人間の心を汲み取り、使用者へ伝える力を持つ。現在は曖が所持し、昧の追跡などに用いている。曖の心臓を貫いたのもこの刀である。
神刀『虚無』
人を悪しき道へ導く神刀として、霜賀の里に受け継がれる刀。触れた人間の心をかき乱し、修羅道へと導く。昧が里抜けと共に持ち出し、現在はウツロが所有している。

## 書誌情報
- 実樹ぶきみ『SHY』秋田書店〈少年チャンピオン・コミックス〉、既刊30巻（2025年8月7日現在）
  1. 2019年12月6日発売[27][28]、ISBN 978-4-253-21936-5
  2. 2020年2月7日発売[29][30]、ISBN 978-4-253-21937-2
  3. 2020年5月8日発売[31]、ISBN 978-4-253-21948-8
  4. 2020年7月8日発売[32]、ISBN 978-4-253-21950-1
  5. 2020年9月8日発売[33]、ISBN 978-4-253-21955-6
  6. 2020年12月8日発売[34]、ISBN 978-4-253-21958-7
  7. 2021年2月8日発売[35]、ISBN 978-4-253-21970-9
  8. 2021年4月8日発売[36]、ISBN 978-4-253-21975-4
  9. 2021年6月8日発売[37]、ISBN 978-4-253-22043-9
  10. 2021年9月8日発売[38]、ISBN 978-4-253-22044-6
  11. 2021年11月8日発売[39]、ISBN 978-4-253-22045-3
  12. 2022年1月7日発売[40]、ISBN 978-4-253-22089-7
  13. 2022年3月8日発売[41]、ISBN 978-4-253-22095-8
  14. 2022年6月8日発売[42]、ISBN 978-4-253-22118-4
  15. 2022年8月8日発売[43]、ISBN 978-4-253-22119-1
  16. 2022年10月6日発売[44]、ISBN 978-4-253-28064-8
  17. 2023年1月6日発売[45]、ISBN 978-4-253-28065-5
  18. 2023年3月8日発売[46]、ISBN 978-4-253-28066-2
  19. 2023年5月8日発売[47]、ISBN 978-4-253-28067-9
  20. 2023年8月8日発売[48]、ISBN 978-4-253-28068-6
  21. 2023年10月6日発売[49]、ISBN 978-4-253-28069-3
  22. 2023年12月7日発売[50]、ISBN 978-4-253-28070-9
  23. 2024年2月7日発売[51]、ISBN 978-4-253-28071-6
  24. 2024年5月8日発売[52]、ISBN 978-4-253-28072-3
  25. 2024年7月8日発売[53]、ISBN 978-4-253-28073-0
  26. 2024年9月6日発売[54]、ISBN 978-4-253-28074-7
  27. 2024年12月6日発売[55]、ISBN 978-4-253-28075-4
  28. 2025年2月7日発売[56]、ISBN 978-4-253-28076-1
  29. 2025年5月8日発売[57]、ISBN 978-4-253-28077-8
  30. 2025年5月8日発売[58]、ISBN 978-4-253-28078-5

## テレビアニメ
第1期は2023年10月から12月まで、テレビ東京系列ほかにて放送された。
第2期は第1期最終話放送後に制作決定が発表され、2024年7月から9月まで、テレビ東京系列ほかにて放送された。

### スタッフ
- 原作 - 実樹ぶきみ[4]
- 監督 - 安藤正臣[4]
- 副監督 - 谷口工作[13]
- シリーズ構成 - 中西やすひろ[13]
- キャラクターデザイン - 田中雄一（メイン）[13]、髙井里沙[13]、末田晃大[13]
- アクションディレクター - 諸貫哲朗[13]
- 3DCGディレクター - 相澤楓馬[13]
- プロップデザイン - 髙井里沙、諸貫哲朗、末田晃大、小倉典子、久保光寿
- 色彩設計 - 斉藤麻記[13]
- 美術監督 - 下山和人[13]
- 美術設定 - 福田歩美、ボワセイユ レミ、稲田航
- 撮影監督 - 魚山真志（chiptune）[13]
- 編集 - 内田恵（MarvyJack）[13]
- 音響監督 - 濱野高年[13]
- 音楽 - 椿山日南子[13]
- 音楽制作 - ランティス、Bandai Namco Music Live（第2期）、MoooD Records（第2期）
- 音楽プロデューサー - 川野勝広（第1期）、重松暖（第2期）
- チーフプロデューサー - 阿部研吾、根井悠輔、吉崎邦法、伊藤直子
- プロデューサー - 新井絃太、蛇口玲、王一雄、大林祐里、山田唯莉子（第1期）、山﨑孔太、淡路徹、冨田静加（第2期）、笹原崇寛（第2期）、伊東隆成（第2期）、奈良初男（第2期）
- アニメーションプロデューサー - 諸口和成（第2期）
- アニメーション制作 - エイトビット[4]
- 製作 - SHY製作委員会

### 主題歌
第1期
「Shiny Girl」
MindaRynによる第1期のオープニングテーマ。作詞・作曲はMisaki（SpecialThanks）、編曲は小山寿。
第23話ではシャイ / 紅葉山テル（下地紫野）による「Shiny Girl(Shy Cover)」が挿入歌として使用された。
「シリタイキモチ」
シャイ / 紅葉山テル（下地紫野）、小石川惟子（東山奈央）による第1期のエンディングテーマ。作詞・作曲・編曲は塚田耕平。
「君だけがヒーロー」
小石川惟子（東山奈央）による第4話のエンディングテーマ。作詞は常楽寺澪、作曲はArmySlick、常楽寺澪、編曲はArmySlick。
「私の青い空〜As I am〜」
シャイ / 紅葉山テル（下地紫野）による第5話のエンディングテーマ。作詞はyuiko、作曲・編曲は藤井健太郎（HANO）。
第2期
「WILLSHINE」
PassCodeによる第2期のオープニングテーマ。作詞はucioとKonnie Aoki、作曲・編曲は平地孝次。
「そばにいるよ」
シャイ / 紅葉山テル（下地紫野）、小石川惟子（東山奈央）による第2期のエンディングテーマ。作詞・作曲・編曲は塚田耕平。
「月篝」
天王寺曖（小岩井ことり）による第15話のエンディングテーマ。作詞はCocoro.（Dream Monster）、作曲・編曲は佐藤厚仁（Dream Monster）。
第2期第23話では天王寺曖（小岩井ことり）、ウツロ / 天王寺昧（上田瞳）による「月篝 ～満月 ver.～」がエンディングテーマとして使用された。
「ボクらのLove&Peace」
ミェンロン / リー＝ミンミン（村瀬歩）による第17話のエンディングテーマ。作詞は佐々倉有吾、作曲・編曲はShinnosuke。
「ウリプカ」
スピリッツ / ペペシャ・アンドレアノワ（能登麻美子）による第18話のエンディングテーマ。作詞・作曲はMotokiyo、編曲は石倉誉之。
「Angel In Black」
レディ・ブラック / ピルツ・デュナン（鈴代紗弓）による第19話のエンディングテーマ。作詞は織田あすか（Elements Garden）、作曲は小松一也、編曲はZeyun。
「One Day A Boy」
スターダスト / ディヴィー＝W＝ジョン（三木眞一郎）による第20話のエンディングテーマ。作詞・作曲・編曲は鶴﨑輝一。

### 各話リスト
| 話数                | サブタイトル               | 脚本         | 絵コンテ                             | 演出                                     | 作画監督 | 総作画監督                          | 初放送日       |       |       |       |       |       |       |       |       |       |       |       |       |       |       |       |       |       |
| 第1期               | 第1期                      | 第1期        | 第1期                                | 第1期                                    | 第1期 | 第1期                               | 第1期          | 第1期 | 第1期 | 第1期 | 第1期 | 第1期 | 第1期 | 第1期 | 第1期 | 第1期 | 第1期 | 第1期 | 第1期 | 第1期 | 第1期 | 第1期 | 第1期 | 第1期 |
| ------------------- | -------------------------- | ------------ | ------------------------------------ | ---------------------------------------- | --- | ----------------------------------- | -------------- | ----- | ----- | ----- | ----- | ----- | ----- | ----- | ----- | ----- | ----- | ----- | ----- | ----- | ----- | ----- | ----- | ----- |
| 第1話               | シャイなので               | 中西やすひろ | 安藤正臣                             | 安藤正臣                                 | 末田晃大 田中雄一 小倉典子 中山みゆき                                                                                    | 田中雄一 末田晃大                   | 2023年 10月3日 |       |       |       |       |       |       |       |       |       |       |       |       |       |       |       |       |       |
| 第2話               | ありったけの心で           | 中西やすひろ | 谷口工作                             | 谷口工作                                 | 末田晃大 菊地康仁 田辺謙司 森円美 渡辺一平太                                                                             | 末田晃大                            | 10月10日       |       |       |       |       |       |       |       |       |       |       |       |       |       |       |       |       |       |
| 第3話               | 食卓会談                   | 中西やすひろ | 望月智充                             | 北村将                                   | 末田晃大 森円美 安彦守 MIGHTY MAX MOVIE                                                                                  | 末田晃大                            | 10月17日       |       |       |       |       |       |       |       |       |       |       |       |       |       |       |       |       |       |
| 第4話               | 心ない人                   | 中西やすひろ | 鎌田祐輔                             | 鎌田祐輔                                 | モリタユーシ 中山みゆき 森円美 菊地康仁 MIGHTY MAX MOVIE                                                                 | 末田晃大 髙井里沙 清水空翔 諸貫哲朗 | 10月24日       |       |       |       |       |       |       |       |       |       |       |       |       |       |       |       |       |       |
| 第5話               | 灯をともせ                 | 中西やすひろ | 谷口工作                             | 横浜二郎                                 | 清水拓磨 平松康佑 Zearth Sato 佐藤美音子 緋雪千夜 周刚                                                                   | 清水空翔 末田晃大                   | 10月31日       |       |       |       |       |       |       |       |       |       |       |       |       |       |       |       |       |       |
| 第6話               | 氷白                       | 中西やすひろ | 鎌田祐輔                             | 谷口工作                                 | 田辺謙司 末田晃大 渡辺一平太 菊地康仁 MIGHTY MAX MOVIE                                                                   | 田辺謙司 末田晃大                   | 11月7日        |       |       |       |       |       |       |       |       |       |       |       |       |       |       |       |       |       |
| 第7話               | アンチェイン               | 中西やすひろ | 小島正士                             | 葛西良信                                 | 大塚美登理 櫻井拓郎 リバイバル                                                                                           | 清水空翔 末田晃大                   | 11月14日       |       |       |       |       |       |       |       |       |       |       |       |       |       |       |       |       |       |
| 第8話               | さぷらいず                 | 中西やすひろ | 吉田泰三                             | valley gate                              | 日影工房 | 末田晃大 髙井里沙 清水空翔          | 11月21日       |       |       |       |       |       |       |       |       |       |       |       |       |       |       |       |       |       |
| 第9話               | 混戦、震える指先           | 中西やすひろ | 鎌田祐輔                             | 遠藤広隆                                 | 中島里恵 森悦史 齋藤和也 尾崎正幸 末田晃大                                                                               | 清水空翔                            | 11月28日       |       |       |       |       |       |       |       |       |       |       |       |       |       |       |       |       |       |
| 第10話              | 寂しい氷と小さな火         | 中西やすひろ | 谷口工作 (Aパート)山崎秀樹 (Bパート) | 谷口工作 (Aパート)井之川慎太郎 (Bパート) | 久保光寿 中山みゆき 森円美 八木澤修平 モリタユーシ 石山直美 MIGHTY MAX MOVIE RadPlus STUDIO MASSKET                      | 末田晃大 髙井里沙 清水空翔          | 12月5日        |       |       |       |       |       |       |       |       |       |       |       |       |       |       |       |       |       |
| 第11話              | 伝わること、遺るもの       | 中西やすひろ | 寺東克己                             | 鎌田祐輔                                 | 本田敬一 中山みゆき 森円美 モリタユーシ 渡辺一平太 もりともこ 菊地康仁 RadPlus MIGHTY MAX MOVIE STUDIO MASSKET           | 末田晃大 髙井里沙 清水空翔          | 12月12日       |       |       |       |       |       |       |       |       |       |       |       |       |       |       |       |       |       |
| 第12話              | せきをすれば、ふたり       | 中西やすひろ | 山橋知子                             | 葛西良信                                 | 大塚美登理 櫻井拓郎 リバイバル reboot                                                                                    | 末田晃大 髙井里沙 清水空翔          | 12月19日       |       |       |       |       |       |       |       |       |       |       |       |       |       |       |       |       |       |
| 第2期『東京奪還編』 |                            |              |                                      |                                          | |                                     |                |       |       |       |       |       |       |       |       |       |       |       |       |       |       |       |       |       |
| 第13話              | ヒーローズ・ハイ           | 中西やすひろ | 小島正士                             | 谷口工作                                 | モリタユーシ 関口雅浩 亀田朋幸 中山みゆき 田邉真帆 別所正直                                                              | 桂憲一郎 森田和明 酒井秀基          | 2024年 7月2日  |       |       |       |       |       |       |       |       |       |       |       |       |       |       |       |       |       |
| 第14話              | 西よりの風                 | 中西やすひろ | 鎌田祐輔                             | 鎌田祐輔                                 | 群青広瀬 モリタユーシ 和田伸一                                                                                           | 群青広瀬 清水空翔                   | 7月9日         |       |       |       |       |       |       |       |       |       |       |       |       |       |       |       |       |       |
| 第15話              | 心の刃                     | 金田一明     | 吉田泰三                             | 池田絢                                   | 橋本貴吉 鈴二星 平原みなみ                                                                                               | 清水空翔                            | 7月16日        |       |       |       |       |       |       |       |       |       |       |       |       |       |       |       |       |       |
| 第16話              | クラウド・イン・ザ・ダーク | 中西やすひろ | 吉田りさこ                           | 小坂春女                                 | 高鉾誠 | 清水空翔                            | 7月23日        |       |       |       |       |       |       |       |       |       |       |       |       |       |       |       |       |       |
| 第17話              | 突入                       | 金田一明     | 筑紫大介 吉田りさこ                  | 鈴木真彦                                 | モリタユーシ 関口雅浩 MIGHTY MAX MOVIE リバイバル 冯永旭 Feng Yongxu                                                     | 森田和明 桂憲一郎                   | 7月30日        |       |       |       |       |       |       |       |       |       |       |       |       |       |       |       |       |       |
| 第18話              | 諸行無常                   | 金田一明     | 吉田りさこ                           | valley gate                              | 李少雷 | -                                   | 8月13日        |       |       |       |       |       |       |       |       |       |       |       |       |       |       |       |       |       |
| 第19話              | 愛ゆえに                   | 金田一明     | 小島正士                             | 鎌田祐輔                                 | モリタユーシ 中山みゆき 白幡裕二 山田龍太郎 和田伸一 冨樫彩菜 関口雅浩 さゆみれい MIGHTY MAX MOVIE                       | 酒井秀基 森田和明 清水空翔          | 8月20日        |       |       |       |       |       |       |       |       |       |       |       |       |       |       |       |       |       |
| 第20話              | 優しい男                   | 中西やすひろ | 小島正士                             | 安藤正臣 福元しんいち                    | 平原みなみ 平田賢一 橋本貴吉 鈴二星 ラプラス・アニメーション                                                             | 森田和明 酒井秀基                   | 8月27日        |       |       |       |       |       |       |       |       |       |       |       |       |       |       |       |       |       |
| 第21話              | 曖昧                       | 中西やすひろ | 小島正士                             | 江崎慎平                                 | 安藤義信 関口雅浩 モリタユーシ 田邉真帆 別所正直 ENGI STUDIO MASSKET                                                     | 森田和明 桂憲一郎 酒井秀基          | 9月3日         |       |       |       |       |       |       |       |       |       |       |       |       |       |       |       |       |       |
| 第22話              | 伸ばした手                 | 金田一明     | 吉田りさこ                           | 吉田俊司                                 | 野口智也 橋本穂高 松井瑠生 韓卲而 金弘益 朴鎭光 金昭演 SON SOPHEAPANHA KHIEV SOTHINA THEA EYIN 丘 文悉达 甲鸟 汤夏       | 森田和明 桂憲一郎 酒井秀基          | 9月10日        |       |       |       |       |       |       |       |       |       |       |       |       |       |       |       |       |       |
| 第23話              | お月様と……                 | 中西やすひろ | 寺東克己                             | 筑紫大介                                 | 和田伸一 梅田貴嗣 安藤義信 関口雅浩 亀田朋幸 冨樫彩菜 伊能章博 SevenArcs monks MIGHTY MAX MOVIE ラプラス・アニメーション | 森田和明                            | 9月17日        |       |       |       |       |       |       |       |       |       |       |       |       |       |       |       |       |       |
| 第24話              | どうか元気で               | 中西やすひろ | 谷口工作                             | 谷口工作                                 | 中山みゆき モリタユーシ 山田龍太郎 関口雅浩 田邉真帆 酒井秀基 桂憲一郎                                                   | 酒井秀基 桂憲一郎 森田和明 清水空翔 | 9月24日        |       |       |       |       |       |       |       |       |       |       |       |       |       |       |       |       |       |

### 放送局
| 放送期間                  | 放送時間                     | 放送局                               | 対象地域                                                    | 備考                                 |
| ------------------------- | ---------------------------- | ------------------------------------ | ----------------------------------------------------------- | ------------------------------------ |
| 2023年10月3日 - 12月19日  | 火曜 0:00 - 0:30（月曜深夜） | テレビ東京（製作参加） ほか系列全6局 | 北海道・関東広域圏・愛知県・ 大阪府・岡山県・香川県・福岡県 | 字幕放送                             |
|                           | 火曜 0:30 - 1:00（月曜深夜） | BS日テレ                             | 日本全域                                                    | BS/BS4K放送 / 『アニメにむちゅ〜』枠 |
| 2023年10月6日 - 12月22日  | 金曜 2:25 - 2:55（木曜深夜） | NST新潟総合テレビ                    | 新潟県                                                      |                                      |
| 2023年10月11日 - 12月27日 | 水曜 21:30 - 22:00           | AT-X                                 | 日本全域                                                    | CS放送 / 字幕放送 / リピート放送あり |

| 配信開始日    | 配信時間                | 配信サイト | 備考           |
| ------------- | ----------------------- | --- | -------------- |
| 2023年10月3日 | 火曜 12:00 更新         | dアニメストア U-NEXT | 見放題先行配信 |
|               | 火曜 12:00 以降順次更新 | Amazon Prime Video カンテレドーガ J:COMオンデマンド TELASA ニコニコチャンネル HAPPY!動画 バンダイチャンネル ビデオマーケット milplus music.jp ムービーフル                  | 都度課金配信   |
| 2023年10月6日 | 金曜 12:00 以降順次更新 | ABEMAプレミアム アニメ放題 Amazon Prime Video auスマートパスプレミアム J:COMオンデマンドメガパック TELASA DMM TV バンダイチャンネル Hulu milplus見放題パックプライム Lemino | 見放題配信     |
|               | 金曜 23:30 更新         | ABEMA | 見逃し無料配信 |
| 2023年10月7日 | 土曜 12:00 更新         | TVer ネットもテレ東 | 見逃し無料配信 |
| 2023年10月8日 | 日曜 20:00 更新         | ニコニコ生放送 | 見逃し無料配信 |

| 放送期間               | 放送時間                     | 放送局                               | 対象地域                                                    | 備考                                 |
| ---------------------- | ---------------------------- | ------------------------------------ | ----------------------------------------------------------- | ------------------------------------ |
| 2024年7月2日 - 9月24日 | 火曜 0:00 - 0:30（月曜深夜） | テレビ東京（製作参加） ほか系列全6局 | 北海道・関東広域圏・愛知県・ 大阪府・岡山県・香川県・福岡県 | 字幕放送                             |
|                        | 火曜 0:30 - 1:00（月曜深夜） | BS日テレ                             | 日本全域                                                    | BS/BS4K放送 / 『アニメにむちゅ〜』枠 |
| 2024年7月3日 - 9月25日 | 水曜 21:30 - 22:00           | AT-X                                 | 日本全域                                                    | CS放送 / 字幕放送 / リピート放送あり |
| 2024年7月5日 - 9月27日 | 金曜 2:20 - 2:50（木曜深夜） | NST新潟総合テレビ                    | 新潟県                                                      |                                      |

| 配信開始日   | 配信時間                | 配信サイト | 備考           |
| ------------ | ----------------------- | --- | -------------- |
| 2024年7月2日 | 火曜 12:00 更新         | dアニメストア U-NEXT | 見放題先行配信 |
|              | 火曜 12:00 以降順次更新 | Amazon Prime Video カンテレドーガ J:COMオンデマンド TELASA ニコニコチャンネル HAPPY!動画 バンダイチャンネル ビデオマーケット milplus music.jp ムービーフル                  | 都度課金配信   |
| 2024年7月5日 | 金曜 12:00 以降順次更新 | ABEMAプレミアム アニメ放題 Amazon Prime Video auスマートパスプレミアム J:COMオンデマンドメガパック TELASA DMM TV バンダイチャンネル Hulu milplus見放題パックプライム Lemino | 見放題配信     |
|              | 金曜 23:30 更新         | ABEMA | 見逃し無料配信 |
| 2023年7月6日 | 土曜 12:00 更新         | TVer ネットもテレ東 | 見逃し無料配信 |
| 2024年7月7日 | 日曜 20:00 更新         | ニコニコ生放送 | 見逃し無料配信 |

### BD
| 巻 | 発売日        | 収録話         | 規格品番  |
| -- | ------------- | -------------- | --------- |
| 1  | 2024年3月27日 | 第1話 - 第4話  | BCXA-1906 |
| 2  | 2024年4月26日 | 第5話 - 第8話  | BCXA-1907 |
| 3  | 2024年5月29日 | 第9話 - 第12話 | BCXA-1908 |

| 巻 | 発売日         | 収録話          | 規格品番  |
| -- | -------------- | --------------- | --------- |
| 4  | 2024年11月27日 | 第13話 - 第16話 | BCXA-1909 |
| 5  | 2024年12月25日 | 第17話 - 第20話 | BCXA-1910 |
| 6  | 2025年1月29日  | 第21話 - 第24話 | BCXA-1911 |

### CD
| 発売日         | タイトル                                           | 規格品番          |
| -------------- | -------------------------------------------------- | ----------------- |
| 2023年12月20日 | TVアニメ『SHY』Music Collection「SHYの音楽なので」 | LACA-19012〜19013 |

### Webラジオ
『SHY RADIO〜恥ずかしいけどパーソナリティー頑張ります！〜』のタイトルで、2023年10月3日から12月19日まで音泉にて毎週火曜日に配信されたインターネットラジオ番組。パーソナリティは、シャイ / 紅葉山テル役の下地紫野と小石川惟子役の東山奈央。全12回。

#### ゲスト
- 第5回（10月31日）：三木眞一郎[73]
- 第6回（11月7日）：杉田智和[73]
- 第11回（12月12日）：能登麻美子[73]

| テレビ東京系列 火曜 0:00 - 0:30（月曜深夜）                                              | テレビ東京系列 火曜 0:00 - 0:30（月曜深夜） | テレビ東京系列 火曜 0:00 - 0:30（月曜深夜）             |
| 前番組                                                                                   | 番組名                                      | 次番組                                                  |
| ---------------------------------------------------------------------------------------- | ------------------------------------------- | ------------------------------------------------------- |
| SYNDUALITY Noir（第1クール） （2023年7月11日 - 9月26日）                                 | SHY（第1期） （2023年10月3日 - 12月19日）   | SYNDUALITY Noir（第2クール） （2024年1月9日 - 3月26日） |
| 転生したら第七王子だったので、気ままに魔術を極めます（第1期） （2024年4月2日 - 6月18日） | SHY（第2期） （2024年7月2日 - 9月24日）     | 夏目友人帳 漆 （2024年10月8日 - 12月24日）              |